# OpenBSD
OpenBSD je slobodni unixodini operacijski sustav potekao iz BSD-a odvajanjem od NetBSD-a. Projekt je poznat po trudu koji se ulaže u portabilnost, standardizaciju, ispravnost, proaktivnu sigurnost i integriranu kriptografiju. Podržava binarnu emulaciju većine programa od SVR4 (Solarisa), FreeBSD-a, Linuxa, BSD/OS-a, SunOS-a i HP-UX-a. Podržava računala s Intel x86, DEC Alpha, SPARC/UltraSPARC, Intel Itanium (IA64), AMD64, ARM Armish, hp300, HPPA, Landisk, Mvme68k, Mvme88k, VAX, PowerPC i Zaurus
procesorima. Dostupan je za besplatno preuzimanje s interneta, ali također i u jeftinom kompletu od 3 CD-a. OpenBSD su razvijaju dobrovoljci.

## Također pogledajte
- OpenSSH
- OpenBGPD
- OpenNTPD
- OpenCVS

## Vanjske poveznice
- Službena stranica
- OpenBSD 101
- OpenBSD 3.8 default full install (VMWare imidž)  Arhivirana inačica izvorne stranice od 26. svibnja 2006. (Wayback Machine)
- [neaktivna poveznica], skinite Ogg-Theora  Arhivirana inačica izvorne stranice od 20. lipnja 2006. (Wayback Machine)